# 四千ミルク
四千ミルク（よんせんみるく）は、エフエム富士で水曜日21:00 - 23:00（JST）に放送されているバラエティ番組である。東京・代々木にあるSTUDIO ViViDから生放送されている。

## 概要
四千頭身にとって初となる冠ラジオ。
“ミルクのように白く、爽やかで、母性本能もくすぐったりする生放送”という趣旨の2時間番組。リスナーからの投稿コーナーや、アーティストをゲストに迎えるコーナーなどが展開される。
放送時間内はツイキャスでスタジオ内の映像の同時配信を行っている（動画配信の制限上、曲、コーナーのBGMはカットされている）。なお、収録放送の場合はツイキャスの配信は行われない。
四千ミルクのリスナーの呼称はミルキッズ。

## 現在のコーナー
四千双六
リスナーにオリジナルのすごろくのマスを考えてもらうコーナー。四千頭身がネタを受けて、何マス進んだかを判定する。100マスに到達すると四千ミルクオリジナルステッカー第一弾をプレゼント。4000マスに到達すると四千ミルクのスタジオに招待される。

四千頭身のインテリ映え
今の時代、芸人は面白さだけでなく、知性も求められるということで、四千頭身の3人が少しでも賢く見られるような豆知識をリスナーから募集するコーナー。毎週一人MVPを決めていき、3回MVPを獲得したリスナーには四千ミルクオリジナルステッカー第二弾がプレゼントされる。

俺たちのsi-si♬︎
2020年02月12日の四千双六に寄せられたリスナーからのメールで、「青春アミーゴの2番歌える人いない説」が立証された。その流れから、「si-siから始まる物語」として、青春アミーゴのサビをリスナーから募集するコーナー。石橋と都築の対戦形式で先に10勝した方が勝ち、負けた者には罰ゲームがある。
ミルキッズ自己紹介
自己紹介文を送るコーナー。四千双六にて自己紹介メールがたくさんきていたため2020年9月23日にメールテーマ化され、その後、毎月初めの週に行うコーナーとなった。自分なりの自己PRとメールの最後に「よろしくお願いします」でしめる。

曲クイズ
四千頭身の3人がそれぞれラジオで放送する曲を選曲する。誰がどの曲を選んだのかをリスナーがメールで当てるコーナー。正解者の割合が、毎回冒頭に発表する四千頭身の予想にぴったり当たった場合、正解者の中から抽選で1名に四千頭身が自腹でプレゼントを買う。

## 出演者
- 四千頭身